# Claude Criquielion
Claude Criquielion (Lessines, Henao, 11 de enero de 1957-Alost, 18 de febrero de 2015), también conocido como "Claudy" o "Crique", fue un ciclista de ruta belga, profesional desde 1979 hasta 1991, durante los cuales logró 57 victorias.
Era un corredor polivalente, capaz de defenderse en cualquier tipo de terreno, desde clásicas de un día a grandes vueltas por etapas.
A mediados de los años 1980 era uno de los ciclistas más destacados de las Clásicas de las Ardenas. Ganó dos Flecha Valona, en 1985 y 1989, y quedó varias veces en el podio que conforman el tríplico. También ganó la Flecha Brabanzona en 1982 y la Clásica San Sebastían en 1983.  
En 1987 consiguió ganar un monumento, el Tour de Flandes, por delante del irlandés Sean Kelly.
El mayor éxito de su carrera deportiva fue su victoria en  el Campeonato del Mundo de 1984. En 1988, cuando parecía en disposición de hacerse con el título mundial, el canadiense Steve Bauer (posteriormente descalificado) le cerró en el sprint y provocó su caída, privándole así de haber podido ganar una segunda medalla de oro, que se adjudicó el joven italiano Maurizio Fondriest.
En Grandes Vueltas, sus mejores resultados fueron la 3.ª plaza conseguida en la Vuelta de 1980, el 5.º puesto logrado en el Tour de 1986 y el 7.º lugar alcanzado en el Giro de Italia 1989.
Al final de su carrera, dio su nombre a una prueba ciclista, el Gran Premio Criquielion, que se convirtió en una prueba del UCI Europe Tour en categoría 1.2. Esta carrera de la que era el director se celebra tradicionalmente durante el mes de mayo.
En la noche del 15 al 16 de febrero de 2015 Criquielion sufrió un accidente cerebrovascular y fue hospitalizado en estado grave. Falleció el 18 de febrero de 2015 en el hospital de Alost (Bélgica).

## Palmarés
| 1979 - Semana Catalana - Escalada a Montjuich, más 1 etapa - 1 etapa del Tour de l'Aude 1980 - 1 etapa de la Tirreno-Adriático - 1 etapa de la Dauphiné Libéré - 3.º en la Vuelta a España 1982 - Flecha Brabançona 1983 - Clásica de San Sebastián 1984 - Campeonato Mundial en Ruta - Escalada a Montjuich - Gran Premio Eddy Merckx - 1 etapa del Tour de Luxemburgo 1985 - Flecha Valona - Polynormande - 2.º en el Campeonato de Bélgica en Ruta | 1986 - Tour de Romandía - Midi Libre, más 2 etapas - 3.º en el Super Prestige Pernod International 1987 - Le Samyn - Tour de Flandes - 1 etapa del Tour de Luxemburgo - 1 etapa del Tour de Vaucluse - 3.º en el Super Prestige Pernod International 1988 - Midi Libre, más 1 etapa - G.P. de Wallonie - Critérium de As 1989 - Flecha Valona 1990 - Campeonato de Bélgica en Ruta |

## Resultados

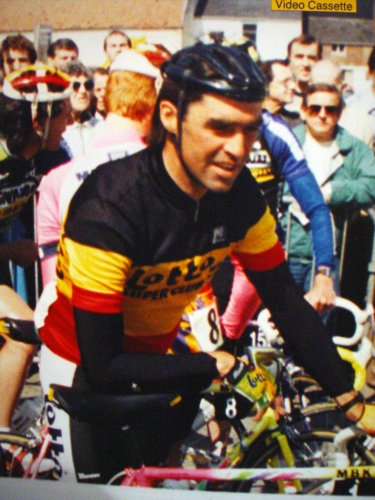
Claude Criquielion con el maillot de campeón belga durante 1990.

### Grandes Vueltas
| Carrera | Carrera         | 1977 | 1978 | 1979 | 1980 | 1981 | 1982 | 1983 | 1984 | 1985 | 1986 | 1987 | 1988 | 1989 | 1990 | 1991 |
| ------- | --------------- | ---- | ---- | ---- | ---- | ---- | ---- | ---- | ---- | ---- | ---- | ---- | ---- | ---- | ---- | ---- |
|         | Giro de Italia  | —    | —    | —    | —    | —    | —    | —    | —    | —    | —    | —    | —    | 7.º  | —    | —    |
|         | Tour de Francia | —    | —    | 9.º  | 13.º | 9.º  | Ab.  | 18.º | 9.º  | 18.º | 5.º  | 11.º | 14.º | 36.º | 9.º  | —    |
|         | Vuelta a España | —    | —    | —    | 3.º  | —    | —    | —    | —    | —    | —    | —    | —    | —    | —    | —    |

### Clásicas, Campeonatos y JJ. OO.
| Carrera                | Carrera                | 1977 | 1978 | 1979 | 1980  | 1981 | 1982 | 1983 | 1984 | 1985 | 1986 | 1987 | 1988 | 1989 | 1990 | 1991  |
| ---------------------- | ---------------------- | ---- | ---- | ---- | ----- | ---- | ---- | ---- | ---- | ---- | ---- | ---- | ---- | ---- | ---- | ----- |
| Omloop Het Nieuwsblad  | Omloop Het Nieuwsblad  | —    | —    | —    | 34.º  | —    | —    | —    | —    | —    | —    | —    | —    | 38.º | 12.º | 29.º  |
| Kuurne-Bruselas-Kuurne | Kuurne-Bruselas-Kuurne | —    | —    | —    | —     | —    | 28.º | —    | —    | —    | —    | 33.º | —    | —    | —    | —     |
|                        | Milan San Remo         | —    | —    | —    | 114.º | 60.º | —    | —    | —    | 74.º | 49.º | 20.º | —    | 34.º | —    | 123.º |
| E3 Harelbeke           | E3 Harelbeke           | —    | —    | 11.º | 28.º  | —    | —    | —    | —    | —    | —    | —    | —    | 5.º  | —    | 21.º  |
| Gante-Wevelgem         | Gante-Wevelgem         | —    | —    | 68.º | —     | 49.º | —    | —    | —    | 30.º | —    | —    | 5.º  | 59.º | —    | —     |
|                        | Tour de Flandes        | —    | —    | —    | —     | —    | 37.º | —    | —    | 6.º  | 8.º  | 1.º  | 26.º | 20.º | 8.º  | 25.º  |
| Flecha Brabanzona      | Flecha Brabanzona      | —    | —    | —    | 18.º  | 23.º | 1.º  | —    | —    | 10.º | 9.º  | —    | —    | —    | —    | 10.º  |
| Amstel Gold Race       | Amstel Gold Race       | —    | —    | 9.º  | —     | 35.º | —    | 38.º | —    | 8.º  | 9.º  | —    | 3.º  | 2.º  | 16.º | 35.º  |
| Flecha Valona          | Flecha Valona          | —    | —    | 21.º | —     | 10.º | 14.º | 54.º | 14.º | 1.º  | 3.º  | 2.º  | 18.º | 1.º  | 19.º | 2.º   |
|                        | Lieja-Bastoña-Lieja    | —    | —    | 11.º | —     | 17.º | 4.º  | —    | 7.º  | 2.º  | 4.º  | 3.º  | 26.º | 32.º | 14.º | 2.º   |
| Clásica San Sebastián  | Clásica San Sebastián  | —    | —    | —    | —     | —    | —    | 1.º  | 29.º | 10.º | 12.º | 32.º | 16.º | 61.º | 41.º | 43.º  |
| Wincanton Classic      | Wincanton Classic      | —    | —    | —    | —     | —    | —    | —    | —    | —    | —    | —    | —    | —    | —    | 60.º  |
| Campeonato de Zúrich   | Campeonato de Zúrich   | —    | —    | 24.º | —     | —    | —    | —    | —    | 67.º | —    | —    | 8.º  | 14.º | 47.º | 56.º  |
| París-Tours            | París-Tours            | —    | —    | 8.º  | 32.º  | 53.º | 48.º | —    | 32.º | 42.º | 62.º | 36.º | —    | —    | 84.º | —     |
|                        | Giro de Lombardía      | —    | —    | 20.º | —     | 10.º | 9.º  | 14.º | 7.º  | 12.º | 12.º | 7.º  | 14.º | —    | 6.º  | —     |
| Mundial en Ruta        | Mundial en Ruta        | —    | —    | 22.º | Ab.   | 25.º | 42.º | 5.º  | 1.º  | 12.º | 15.º | 10.º | 11.º | 10.º | 10.º | 49.º  |
| Bélgica en Ruta        | Bélgica en Ruta        | —    | —    | —    | —     | —    | —    | 8.º  | —    | 2.º  | —    | —    | Ab.  | 5.º  | 1.º  | 19.º  |

—: No participa

Ab.: Abandono

X: Ediciones no celebradas

## Equipos
- Wickes-Splendor (1982)
- Euro Shop (1983)
- Splendor (1984)
- Hitachi (1985-1989)
- Lotto (1990-1991)